# Trametopsis cervina
Trametopsis là một chi nấm thuộc họ Polyporaceae. Là một chi đơn loài, nó chứa loài duy nhất Trametopsis cervina.